# Sankt Oswald-Riedlhütte
Sankt Oswald-Riedlhütte – gmina w Niemczech, w kraju związkowym Bawaria, w rejencji Dolna Bawaria, w regionie Donau-Wald, w powiecie Freyung-Grafenau. Leży w Lesie Bawarskim, około 15 km na północny zachód od miasta Freyung, przy granicy z Czechami i linii kolejowej Grafenau – Zwiesel. Częściowo na terenie gminy leży Park Narodowy Lasu Bawarskiego.

## Dzielnice
W skład gminy wchodzą następujące dzielnice: 
| - St. Oswald/Draxlschlag - Riedlhütte - Reichenberg - Höhenbrunn | - Guglöd - Siebenellen - Haslach |

## Demografia
| Rok  | Liczba mieszk. |
| ---- | -------------- |
| 1970 | 3 239          |
| 1987 | 3 103          |
| 2000 | 3 234          |

## Oświata
(na 1999)

W gminie znajduje się 100 miejsc przedszkolnych (83 dzieci) oraz szkoła podstawowa (16 nauczycieli, 244 uczniów).

## Współpraca
Miejscowość partnerska:
- Gerolzhofen, Bawaria